# Hollywood Rock
Hollywood Rock è stato un importante festival musicale brasiliano, tenutosi su iniziativa di Roberto Medina dal 1988 al 1996 (ma non nel 1989 e nel 1991), con la presenza sia di artisti brasiliani sia di star internazionali. Il festival era sponsorizzato dalla compagnia di tabacco Souza Cruz, proprietaria della marca di sigarette Hollywood; esso richiamava un omonimo evento musicale organizzato da Nelson Motta nel 1975 con una lineup tutta brasiliana. Venne soppresso dopo che il Senato del Brasile approvò una legge che vietava alle aziende produttrici di tabacco e alcolici di sponsorizzare eventi culturali e sportivi. 

## Edizioni
La prima edizione di Hollywood Rock si svolse nel gennaio 1988, con quattro serate di concerti allo stadio Morumbi di San Paolo e in piazza Apoteose a Rio de Janeiro. Vi presero parte, tra gli altri, Supertramp, The Pretenders, Duran Duran, Simple Minds, Simply Red, UB40, Lulu Santos, Marina Lima.
La seconda edizione si tenne dal 25 al 27 gennaio 1990, negli stessi luoghi della prima. Le attrazioni internazionali di questa edizione del festival furono Bob Dylan, Bon Jovi, Tears for Fears, Terence Trent D'Arby, Eurythmics e Marillion. Tutti gli artisti si esibivano in Brasile per la prima volta. Per il Brasile erano invece presenti Lobão, Barão Vermelho, Engenheiros do Hawaii, Capital Inicial e Margareth Menezes, chiamata all'ultimo momento in sostituzione di Gilberto Gil, che aveva dato forfait in seguito al gravissimo incidente stradale occorso al figlio Pedro, il quale morì pochi giorni dopo.
La terza edizione di Hollywood Rock si svolse allo stadio Pacaembu di San Paolo e ancora una volta a Rio in piazza Apoteose. La pattuglia internazionale era composta da Living Colour, EMF, Seal, Jesus Jones, Skid Row ed Extreme, che suonavano tutti nel Paese per la prima volta, mentre Lulu Santos, Titãs, Paralamas do Sucesso, Barão Vermelho e Cidade Negra fecero gli onori di casa.
La quarta edizione vide in scena Red Hot Chili Peppers, Nirvana, Simply Red (che dunque si esibirono per la seconda volta), Alice in Chains, L7, Maxi Priest e, per il Brasile, Defalla, Biquíni Cavadão, Dr. Sin, Engenheiros do Hawaii e Midnight Blues Band. A causa dell'elevata richiesta di biglietti, la sede dei concerti di San Paolo fu spostata allo stadio Morumbi. La presenza dei Nirvana, sotto l'evidente effetto di droga e alcool, generò polemiche tra i fan e i media, in particolare allo spettacolo di San Paolo, descritto come "la peggiore performance della carriera del trio"  . L'esibizione degli Alice in Chains a Rio il 22 gennaio fu l'ultimo concerto della band con il bassista storico Mike Starr.
La quinta edizione di Hollywood Rock si tenne ancora una volta allo stadio Morumbi di San Paolo e nella piazza Apoteose di Rio. Vi presero parte Aerosmith, Robert Plant, Whitney Houston, Poison, Ugly Kid Joe e Live, tutti per la prima volta di scena in Brasile, rappresentato da Sepultura, Skank, Fernanda Abreu e Jorge Ben. 
La sesta edizione di Hollywood Rock vide esibirsi i Rolling Stones come unici artisti stranieri; di fatto la loro esibizione costituiva una tappa del loro Voodoo Lounge Tour. Insieme a loro parteciparono Rita Lee e i Barão Vermelho. L'evento si svolse allo Stadio Pacaembu (27, 28 e 30 gennaio) e allo Stadio Maracanã di Rio. 
Il settimo e ultimo festival Hollywood Rock fu animato da un gran numero di artisti: The Cure, Jimmy Page, Robert Plant, Supergrass, White Zombie, Smashing Pumpkins, Urge Overkill, The Black Crowes, Steel Pulse, Aswad e, per il Brasile, Pato Fu, Raimundos, Chico Science, Nação Zumbi, Cidade Negra, Gilberto Gil.